# Skorpeds distrikt
Skorpeds distrikt är ett distrikt i Örnsköldsviks kommun och Västernorrlands län. Distriktet ligger omkring Skorped i mellersta Ångermanland. 

## Tidigare administrativ tillhörighet
Distriktet inrättades 2016 och utgörs av Skorpeds socken i Örnsköldsviks kommun.
Området motsvarar den omfattning Skorpeds församling hade 1999/2000.

## Tätorter och småorter
I Skorpeds distrikt finns två småorter men inga tätorter. 

### Småorter
- Mosjö
- Skorped